# Xexéu
Xexéu är en kommun i Brasilien.   Den ligger i delstaten Pernambuco, i den östra delen av landet, 1 500 km nordost om huvudstaden Brasília. Antalet invånare är 91 769.
Omgivningarna runt Xexéu är en mosaik av jordbruksmark och naturlig växtlighet. Runt Xexéu är det ganska glesbefolkat, med 32 invånare per kvadratkilometer.